# Закон Джоя
Закон Джо́я — закономерность, наблюдаемая в ориентации групп солнечных пятнен.
Группы солнечных пятен, как правило имеют биполярную структуру: они состоят из двух подгрупп различной магнитной полярности. При этом одна из подгрупп («головная») обычно расположена западнее и несколько ближе к солнечному экватору, вторая («хвостовая») — восточнее и несколько дальше от него. Таким образом, линия, соединяющая эти подгруппы («ось биполярной группы») наклонена относительно экватора.
Закономерность, выражаемая законом Джоя, состоит в том, что наклон оси группы имеет тенденцию увеличиваться с ростом гелиографической широты.
Эта закономерность была впервые отмечена в 1919 году в работе американских астрономов, а впоследствии многократно исследовалась и получила имя одного из авторов пионерской работы, А. Джоя
Статистический анализ координат пятен показывает, что, хотя разброс углов наклона индивидуальных групп достаточно велик, средний угол наклона возрастает от нескольких градусов (для групп, близких к экватору) до 10-15° — для высокоширотных групп (с широтами ±25-30° и выше).
В настоящее время принято считать, что закон Джоя обусловлен действием силы Кориолиса, которая разворачивает всплывающие магнитные поля, образующие солнечные пятна.